# Lauren Reynolds
Lauren Reynolds (nascida em 25 de junho de 1991) é uma ciclista de BMX australiana, ganhadora de uma medalha de prata no Campeonato Mundial de BMX 2013, na corrida feminina. Competiu nos Jogos Olímpicos de 2012 em Londres, onde terminou em décimo quinto lugar na prova de BMX.

## Palmarès internacional
| Campeonato Mundial | Campeonato Mundial      | Campeonato Mundial | Campeonato Mundial |
| Ano                | Local                   | Medalha            | Competição         |
| ------------------ | ----------------------- | ------------------ | ------------------ |
| 2013               | Auckland, Nova Zelândia | Medalha de prata   | Corrida            |